# Хонгконг Дизниленд
Хонгконг Дизниленд (кин. 香港迪士尼公園) ( HK Disneyland or HKDL) је тематски парк који се налази на обновљеном земљишту у заливу Пени на острву Лантау. Налази се у хонгконшком Дизниленд одмаралишту  којим управља фирма Међународни тематски паркови Хонгконга. То је највећи тематски парк у Хонг Конгу, а прати га Оцеан Парк Хонг Конг. 
Хонгконг Дизниленд је отворен за посетиоце у понедељак, 12. септембра 2005. године. Да би избегли негатаивне реакције заговорника кинеске културе Дизни је у састав парка  укључио и кинеску културу, обичаје и традицију приликом пројектовања и изградње одмаралишта, укључујући поштовање правила фенг шуија. У том смислу је направљена и кривина у шеталишту близу улаза у хонгконшко Дизниленд одмаралиште како добра чи енергија не би отекла у Јужно кинеско море. Такође сви објекти су постављени у складу са њиховом околином, у ресторанима се нуди традиционална кинеска храна, а изграђена је и башта костимираних ликова како би се задовољила кинеска опсесија за фотографисањем.

## Историја
Пре почетка градње  обезбеђено је земљиште за изградњу Дизниленда у једном од залива који је раније био неразвијен, и осим бродоградилишта које је отворено 1960-их није имао другу инфраструктуру.
Извршни директор Хонг Конга Тунг Цее Хва био је кључан у представљању пројекта Дизниленд у Хонгконгу. Када је епидемија САРС-а уништила привреду града 2003. године, постојала је нада да ће нови Дизниленд помоћи да се подигне поверење у туристичку индустрију Хонгконга.
Дизниленд у Хонг конгу је имао један од најкраћих периода изградње од било ког тематског парка у стилу Дизниленда. Дана 12. јануара 2003. више од 400 гостију прославило је почетак изградње Хонгконг Дизниленда након завршетка мелиорације у Пени заливу.
Дана 23. септембра 2004. године, у парку је одржана специјална „церемонија оснивања замка“ у знак сећања на постављање највише куполе у Замку Успаване лепотице. 
Хонгконшки Дизниленд је званично отворен за јавност 12. септембра 2005. од стране тадашњег извршног директора Хонг Конга Доналда Тсанга, главног извршног директора Мајкла Ајзнера, председника Боба Игера. Пекинг је пружио значајну подршку слањем свог представника Зенга Ћингхонга, потпредседника Народне Републике Кине.  Да би помогао да се Дизниленд у Хонгконгу убрзано развија, Пекинг је намерно успорио развој Шангајског Дизниленда, који је први пут планиран за ране 2000-те.

## Опште информације
Изградња
Дана 23. септембра 1983. године у парку је подигнут посебан мали замак у склопу церемоније завршетка и у знак сећања на постављање највише куполе у Замку Успаване лепотице, уз присуство званица обучених као Дизни и њихови пријатељи. Хонгконшки Дизниленд је постигао рекорд у брзини градње јер је за најкраће време изграђен у односу на остале парков у истој категорији
Друга фаза изградње
Прва фаза проширења почела је са три нове атракције у Тумороленду које су отворене у лето 2006. године. Након завршетка фазе 1 проширња, очекује се да ће Хонгконгши Дизниленд парк моћи да прими око 10 милиона посетилаца годишње.
Парк већ поседује земљиште резервисано за фазу 2 проширења, на коме ће Дизниленд парк бити изграђен на пешачким стаза која повезује парк са станицом, МТР Дизниленд и хотел Дизниленд у Хонг Конгу. 
Тренутно је обезбеђена изградња две нове атракције Mickey's Toontown и Фронтиерланд, али се сумња у могућу реалиуацији на овој локацији, пошто је површина резервисаних трака мања од садашње.
Наредну фазу 3 проширења тренутно разматрају компанија Волт Дизни и влада Хонгконга.

### Атракције
Парк тренутно нуди четири тематске области сличне онима које се нуде у другим Дизниленд парковима:
- Главна улица, САД (енгл. Main Street, U.S.A.) , дизајниран по угледу на град на средњем западу САД с почетка 20. века;

- Земља авантура (енгл. Adventureland) , тематска област ( земља ) присутна у свим тематским парковима типа Дизнијево зачарано краљевство широм света. То је место намењено да поново створи атмосферу романтизоване тропске зоне.

- Земља фантазија (енгл. Fantasyland) ,  једна од „тематских земаља“ у свим парковима у стилу Дизнијевог Магичног краљевства изграђеног широм света. Тема оовог парка су Дизнијеви  анимирани  филмови бајки. Сваки од  Фантазиленда широм света има замак, као и неколико лаганих вожњи на тему наведених Дизнијевих филмова.

- Земља будућности, (енгл. Tomorrowland) је једно од многих места које се налазе у свим Дизнијевим тематским парковима у стилу Магичног краљевства широм света у власништву или лиценци компаније The Walt Disney Company. Свака верзија земље је другачија и садржи бројне атракције које приказују погледе на будућност.

Парк нуди параду или представу сваког дана "Дизни у паради" и "Дизни у звездама" који се приказују поподне. У парку се одржавају повремене прославе, као што су Дизнијева Ноћ вештица, Магични Божић и Дизнијева кинеска нова година . Године 2007. додата је трећа, која се одржава само током лета , под називом Мицкеи'с ВатерВоркс Параде.
У фази 1 Хонгконшки Дизниленд је имао 22 забавне атракције, у поређењу са 44 у Паризу, 45 у Токију и Флориди и 65 у Калифорнији . Током 2007. године, атракције су порасле на 34, пошто су променом тематских области Земљи авантура додане, а касније и повучене нове атракције. 
У фебруару 2008. на прослави „кинеске нове године“, као и у осталим годишњим добима, додају се нове атракције. На крају су многе атракције уклоњени осим Микијеве куће која се тренутно рачуна као редовна атракција, тако да парк тренутно има 29 атракција.

## Транспорт
| Назив                                  | Локација           | Слика                         | Врста погона                      | Ширина колосека | Отворено            |
| -------------------------------------- | ------------------ | ----------------------------- | --------------------------------- | --------------- | ------------------- |
| Дизниленд главна линија                | Главна станица     | Disneyland Resort line        | Електрични (надземна жица)        | 1.432mm         | 1. август 2005.     |
| Хонгконг - Дизниленд железничка линија | Хонгконг Дизниленд | Hong Kong Disneyland Railroad | Са унутрашњим сагоревањем (дизел) | 3ft             | 12. септембар 2005. |

## Критике
Проблеми са пребукирањем посетилаца
Непосредно пре свечаног отварања, парк је критикован због потцењивања дневног капацитета. Проблем је постао очигледан на добротворном дану 4. септембра 2005, када је 30.000 мештана посетило парк. Догађај се показао као разочарање, јер је било превише гостију. Време чекања у продавницама брзе хране било је најмање 45 минута, а време чекања на вожњама ишло је до 2 сата.
Иако су акционари парка и влада Хонгконга извршили притисак на парк да смањи капацитет, парк је инсистирао на задржавању ограничења, пристао је само да ублажи проблем са капацитетом продужавањем радног времена за један сат и увођењем више попуста током радних дана. Међутим, из парка су навели да локални посетиоци обично остају у парку дуже од девет сати по посети, што имплицира да би поменуте праксе мало допринеле решавању проблема.
Током Кинеске Нове године 2006. године, многи посетиоци су ујутру стигли у парк са важећим улазницама, али им је улазак одбијен, јер је парк већ био пун. Неки незадовољни посетиоци, углавном туристи, покушали су силом да уђу у парк пењући се преко капија баријере.
Менаџмент Дизниленда је на крају био приморан да ревидира своју политику издавања карата и одредио је будуће периоде близу кинеских државних празника као „посебне дане“ током којих би улаз био дозвољен само преко карте за одређени датум. Цене карата током недеље су промењене да одражавају ниже цене. У међувремену, викендом су подигнуте цене. Цене су промењене у покушају да се контролише гужва како би посет биле уједначеније током целе недеље и самим тим редови не би били тако велики викендом.
Пласирање робе и културе запада
У Кини, Дизни покушава да пласира своју робу у земљи која је заљубљена у западне брендове, али је такође озлоглашена по пиратству. Она форсира филмове и ТВ програме, гради малопродајне радње и доноси путујуће „шоу-програме“ како би привукла више туриста са копна у хонгконшки Дизниленд.
Финансијски губици
После азијске финансијске кризе касних 1990-их, у време када је  требало вратити поверења у Хонгконг било је кључно, за владу  да плати 2,9 милијарди долара за изградњу парка. Дизни је платио само 314 милиона долара за удео у пројекту. Као резултат тога, неуспех компаније који је обелодани конкретне податке о посетама или приходима, збунио је грађане Хонгконга.

## Посећеност
| Широм света Ранг | Година | Број посетилаца | Нето промет | % промета |
| ---------------- | ------ | --------------- | ----------- | --------- |
| 16               | 2006   | 5,200,000       |             |           |
| 21               | 2007   | 4,150,000       | −1,050,000  | -20.1     |
| 18               | 2008   | 4,500,000       | +350,000    | +8.4      |
| 17               | 2009   | 4,600,000       | +100,000    | +2.2      |
| 16               | 2010   | 5,200,000       | +600,000    | +13       |
| 15               | 2011   | 5,900,000       | +700,000    | +13.5     |
| 14               | 2012   | 6,700,000       | +800,000    | +13.6     |
| 14               | 2013   | 7,400,000       | +700,000    | +10.4     |
| 15               | 2014   | 7,600,000       | +200,000    | +2.7      |
| 19               | 2015   | 6,800,000       | -800,000    | -9.3      |
| 17               | 2016   | 6,100,000       | -700,000    | -10.3     |
| 18               | 2017   | 6,200,000       | +100,000    | +1.6      |
| 16               | 2018   | 6,700,000       | +500,000    | +8.1      |
| 21               | 2019   | 5,695,000       | -1,005,000  | -15.7     |
| 22               | 2020   | 1,700,000       | -3,995,000  | -70.1     |

На мањи број посетилаца у 2020. години утицала је епидемија ковида 19, а у складу са прописимао ограничењу посета које је наметнула влада Хонгконга. Парк је те године  био затворен од 26. јануара до 18. јуна 2020. Парк је поново отворен од 19. јуна до 14. јула 2020, међутим влада Хонгконга је поново поштрила мере превенције епидемије у заједници због драматично повећање броја позитивних случајева, тако да је парк Парк је поново отворен тек 25. септембра 2020. године.